# ليوسينا (بوسانسكا كروبا)
ليوسينا (بالسيريلية Љусина) هي قرية في البوسنة والهرسك. وهي تقع في بلدية بوزانسكا كروبا التابعة لكانتون يونا-سانا في اتحاد البوسنة والهرسك. طبقا لنتائج تعداد البوسنة عام 2013 فقد كان عدد سكانها 1,342 نسمة.

## التركيبة السكانية

### التطور التاريخي للسكان
| السنة  | 1961 | 1971 | 1981 | 1991 | 2013 |
| ------ | ---- | ---- | ---- | ---- | ---- |
| السكان | 899  | 921  | 1130 | 1315 | 1342 |

## وصلات خارجية
- (بالإنجليزية) Maplandia